# Paracraspedothrix montivaga
Paracraspedothrix montivaga là một loài ruồi trong họ Tachinidae.